# Richard Aimonetto
Richard Aimonetto (* 24. Januar 1973 in Chamonix) ist ein französischer Eishockeyspieler, der seit 2005 beim Chamonix Hockey Club in der Ligue Magnus unter Vertrag steht.  

## Karriere
Richard Aimonetto begann seine Karriere als Eishockeyspieler in der kanadischen Juniorenliga QMJHL, in der er von 1990 bis 1993 für die Tigres de Victoriaville, Lynx de Saint-Jean und Cataractes de Shawinigan aktiv war. Anschließend kehrte der Center in seine französische Heimatstadt zurück, in der er die folgenden drei Jahre beim Rekordmeister Chamonix Hockey Club in der Ligue Magnus verbrachte. In der Saison 1996/97 lief er für dessen Ligarivalen Grenoble Métropole Hockey 38 auf, ehe er ein weiteres Jahr lang für Chamonix antrat. Es folgten je zwei weitere Spielzeiten in Frankreichs höchster Spielklasse beim Lyon Hockey Club und dem Hockey Club de Reims, wobei der Linksschütze mit Reims in der Saison 2001/02 erstmals in seiner Laufbahn den nationalen Meistertitel gewann. 
Im Sommer 2002 unterschrieb Aimonetto einen Vertrag beim HC Mulhouse, nachdem Reims trotz seines sportlichen Erfolges in die Insolvenz gehen musste. Von 2003 bis 2005 spielte er für den HC Amiens Somme, mit dem er in der Saison 2003/04 zum zweiten Mal in seiner Karriere Meister wurde. In der Saison 2004/05 war er Assistenzkapitän bei Amiens. Seit der Saison 2005/06 steht der zweifache Olympiateilnehmer als Mannschaftskapitän wieder für seinen Heimatclub aus Chamonix in der Ligue Magnus auf dem Eis. 

### International
Für Frankreich nahm Aimonetto an den B-Weltmeisterschaften 2001, 2002 und 2003 sowie den A-Weltmeisterschaften 1998, 1999 und 2000 teil. Des Weiteren stand er im Aufgebot seines Landes bei den Olympischen Winterspielen 1998 in Nagano und 2002 in Salt Lake City sowie bei der Qualifikation für die Winterspiele 2002. 

## Erfolge und Auszeichnungen
- 2002 Französischer Meister mit dem Hockey Club de Reims
- 2003 Aufstieg in die Top-Division bei der Weltmeisterschaft der Division I
- 2004 Französischer Meister mit dem HC Amiens Somme